# Henri Blaze de Bury
Pour les articles homonymes, voir Blaze et Bury.
Ange-Henri-Castil Blaze, baron de Bury est un écrivain, poète, dramaturge, critique littéraire, artistique et musical et compositeur français né le 17 mai 1813 à Avignon et mort le 15 mars 1888 à Paris 7e.

## Biographie
Fils du compositeur et critique François-Henri Blaze dit Castil-Blaze (1784-1857), Ange-Henri-Castil Blaze est nommé diplomate à Weimar en 1839, y traduit le Faust de Goethe. En 1844, il épouse la critique Rose Stuart.
En 1848, Lamartine le nomme au Danemark et en Allemagne comme ministre de Hesse-Darmstadt.
Opposé, comme son épouse, au régime de Napoléon III, inscrit pour la déportation d'urgence, le couple part en exil, de 1851 à 1864, en Allemagne, où il traduit le Don Juan de Mozart.
Beau-frère de François Buloz, il collabore à la Revue de Paris et à la Revue des Deux Mondes, sous son patronyme et sous divers pseudonymes dont « Hans Werner » et « F. de Lagenevais », de 1834 à 1851, puis de 1864 à 1883, et est un des critiques les plus prolifiques de la Revue. Il y interroge de nombreuses personnalités, telles Giuseppe Verdi, le 15 octobre 1880.
En décembre 1838, le Musée des familles offre à ses abonnés en guise de supplément musical, la partition de Maître Floch, mise en musique par Meyerbeer sur des paroles de Henri Blaze
Il meurt le 15 mars 1888 en son domicile dans le 7e arrondissement et est inhumé au cimetière du Montparnasse (26e division).

## Œuvres

Souvenirs et récits des campagnes d'Autriche, 1854.

- Mémoires d’un apothicaire sur la Guerre d’Espagne, pendant les années 1808 à 1814, 1828.
- Rosemonde, légende, 1841.
- Poésies complètes, 1842.
- Écrivains et Poètes de l’Allemagne, 1846.
- Le Faust de Goethe (traduction, notes et commentaires), 1847.
- Un mois à Venise, 1850.
- Souvenirs et récits des campagnes d’Autriche, 1854.
- Achim d’Arnim, 1855.
- Épisode de l’histoire du Hanovre, les Koenigsmark, 1855.
- Musiciens contemporains, 1856.
- Intermèdes et Poèmes, 1859.
- Hommes du jour, 1859.
- Le Décaméron (comédie en 1 acte et en vers), 1861.
- Les Salons de Vienne et de Berlin, 1861.
- Le Chevalier de Chasot, mémoires du temps de Frédéric le Grand, 1862.
- Les Bonhommes de cire, 1864.
- Meyerbeer et son temps, 1865.
- Les Écrivains modernes de l’Allemagne, 1868.
- Les Maîtresses de Goethe, 1873.
- Les Femmes et la Société au temps d’Auguste, 1875.
- La Légende de Versailles, 1682-1870, 1876.
- Tableaux romantiques de littérature et d’art, 1878.
- Musiciens du passé, du présent et de l’avenir, 1880.
- Namouna, musique pour le ballet-pantomime en 2 actes et 3 tableau, 1881.
- Mélodies classées ou transposées pour les différentes voix. Avec paroles françaises et allemandes ou italiennes, 1884.
- Mes études et mes souvenirs, Alexandre Dumas sa vie, son temps, ses œuvres, 1885.
- Dames de la Renaissance, 1886.
- Jeanne d’Arc, 1890.
- Goethe et Beethoven, 1892.